# Osmiro Campos
Osmiro Campos (Pelotas, 18 de abril de 1933 — São Paulo, 5 de julho de 2015) foi um ator, roteirista, dublador e diretor de dublagem brasileiro. Ficou mais conhecido por ser o segundo dublador (substituindo Potiguara Lopes) do Professor Girafales, no seriado mexicano Chaves.
Também fez a voz do professor, originalmente com a voz fornecida por Rubén Aguirre (intérprete original do persogagem), em Chaves em desenho animado, pelo início de 2007.

## Biografia
Osmiro nasceu em Pelotas, no Rio Grande do Sul, em 18 de abril de 1933. Por volta do final da década de 40, direcionou a Cachoeira do Sul, onde iniciou os primeiros trabalhos como Locutor de Rádio, saindo da cidade 3 meses depois, mudou-se para São Paulo em abril de 1950 e, por indicação de Walter Avancini, fez radionovelas e locuções na Rádio Tupi. Ainda trabalhou nas rádios Tupi do Rio de Janeiro, Mayrink Veiga, Gaúcha, entre outras. Ingressou na dublagem em 1959. Nos estúdios da AIC, fez a voz de James (Darrin) Stephens em A Feiticeira, quando o ator que o interpretava era Dick Sargent.
Na Com-Arte, dublou o personagem Karas, auxiliar do Doutor Gori, em Spectreman. Em 1984, nos estúdios Maga, de seu amigo Marcelo Gastaldi, substituiu Potiguara Lopes na dublagem de Rubén Aguirre nas séries Chaves (Professor Girafales) e Chapolin (diverso personagens), sendo o dublador oficial do ator mexicano até o novo lote de dublagem de Chaves, em 2012. Fez também a voz do Professor Girafales em Chaves em Desenho Animado. Outras atuações na Maga foram a locução na série Saber Rider, Zor-El em Supergirl, além de outros trabalhos.
Além de dublador, era diretor de dublagem e roteirista. Atuou em filmes e peças de teatro, sendo um de seus primeiros trabalhos como ator no começo dos anos 2000, interpretando um padre na consagrada peça, Trair e Coçar É só Começar. Osmiro Campos faleceu em 5 de julho de 2015, aos 82 anos, vítima de parada cardíaca.. Coincidentemente, o ator que ele dublou por mais de 30 anos, Rubén Aguirre também morreu aos 82.

## Dublagens
- Professor Girafales (Rubén Aguirre) em Chaves (2° voz, substituindo Potiguara Lopes);[4]
- Personagens de Rubén Aguirre em Chapolin Colorado
- Dr. Charles Colano (Dick York) em Cidade Nua (décimo eps, da segunda temporada) [6][7]
- Bert Gordon (George C. Scott) em Desafio à Corrupção
- Coronel Mandragão em Matraca Trica e Fofoquinha
- Inspetor Dobbs Kobick (Kevin Hagen) em Terra de Gigantes;[2]
- James Stephens (Dick Sargent) na série A Feiticeira (três últimas temporadas)
- Gorila Karas em Spectreman
- Coronel Brock (Henry Silva) - Alligator
- Julot (Don Gordon) - Papillon
- Professor Girafales em Chaves em desenho animado [3]
- Ivan Travalian (Al Pacino) - Autor em Família
- Zor-El (Simon Ward) em Supergirl [6]
- Narrador em Saber Rider
- Capitão Victor Delgado (Cheech Marin) em Um Tira Acima da Média [1]
- Tio Bino (Joe Alaskey) - A extraterrestre [1]
- Alan Swann (Peter O'Toole) - Um Cara Muito Baratinado [1]
- Richard Roger Lennox Lui (Alain Delon) em Nouvelle Vague (O Cachorro) [7]
- Kane (Barry Sullivan) - Cavalgada Infernal [1]

### Televisão
| Ano  | Título                | Personagem  | Notas                                   |
| ---- | --------------------- | ----------- | --------------------------------------- |
| 1967 | O Jardineiro Espanhol | —           | [ 8 ]                                   |
| 2007 | Amigas e Rivais       | Padre Tomas | [ 1 ]                                   |
| 2008 | Revelação             | —           | Participação                            |
| 2011 | Tribunal na TV        | Advogado    | Episódio: "Até Que a Morte nos Separe!" |

### Cinema
Como ator
| Ano  | Título                     | Personagem  | Notas |
| ---- | -------------------------- | ----------- | ----- |
| 1980 | Diário de uma Prostituta   | —           |       |
| 1983 | As Meninas de Madame Laura | Dr. Gustavo |       |
| 1984 | Massagem for Men           | Dr. César   |       |

Como roteirista
| Ano  | Título                  |
| ---- | ----------------------- |
| 1980 | A Virgem e o Bem-Dotado |
| 1984 | Massagem for Men        |

### No teatro
- 1968 - Cemitério de Automóveis
- 2000 - Trair e Coçar É só Começar (Padre) [4][5]